# Axiodes inaequalis
Axiodes inaequalis är en fjärilsart som beskrevs av Louis Beethoven Prout 1915. Axiodes inaequalis ingår i släktet Axiodes och familjen mätare. Inga underarter finns listade i Catalogue of Life.